# Kryszkowice
Kryszkowice – wieś sołecka w Polsce, położona w województwie wielkopolskim, w powiecie konińskim, w gminie Wierzbinek. 
Etymologia nazwy wsi wywodzi się od nazwy osobowej Krzyszek. Wedle dokumentów historycznych: w 1489 zapisywana była jako Krzyszkowycze; w 1527 Crziskovicze; w drugiej połowie XVI w. Kriskowicze; w 1634 Krzyszkowice; od 1827 w obecnym brzmieniu.
Osadnictwo na obszarze współczesnych Kryszkowic istniało w okresach: kultury pucharów lejkowatych, kultury łużyckiej i kultury przeworskiej. W XIX wieku wieś należała do rodziny Żychlińskich, a następnie do roku 1939 do rodziny Rozdejczerów. W latach 1975–1998 miejscowość administracyjnie należała do województwa konińskiego. W roku 2009 Kryszkowice wraz z miejscowością Janowice liczyły 395 mieszkańców, w tym 199 kobiet i 196 mężczyzn.
15 września 2019 biskup włocławski Wiesław Mering, w związku z likwidacją dotychczasowego kościoła parafialnego w Tomisławicach wynikającą z rozbudowy kopalni odkrywkowej węgla brunatnego KWB Konin, konsekrował w miejscowości kościół pod wezwaniem Matki Bożej Licheńskiej. Od 2022 jest to kościół filialny parafii św. Mikołaja w Sadlnie.

## Integralne części wsi
| SIMC    | Nazwa               | Rodzaj    |
| ------- | ------------------- | --------- |
| 0299329 | Nowiny Kryszkowskie | część wsi |
| 0299335 | Żychlinek           | część wsi |

## Zabytki
W miejscowości według rejestru zabytków znajduje się gorzelnia z ok. 1908 roku. 
W gminnej ewidencji zabytków ujęte są:
- pozostałości zespołu pałacowo-folwarcznego, w tym powstałe w drugiej połowie XIX wieku: park krajobrazowy, murowana brama oraz stajnia;
- dom gliniany z pierwszej ćwierci XX wieku.

W Kryszkowicach znajduje się też pomnikowy świerk pospolity o obwodzie pnia 300 cm.
W okolicach wsi występują gleby należące do kompleksu pszennego dobrego i kompleksu żytniego dobrego.